# Wasai
Wasai (kinesiska: 哇赛, 哇赛乡) är en socken i Kina. Den ligger i provinsen Qinghai, i den nordvästra delen av landet, omkring 340 kilometer söder om provinshuvudstaden Xining. Antalet invånare är 3 244. Befolkningen består av 1 631 kvinnor och 1 613 män. Barn under 15 år utgör 29,0 %, vuxna 15-64 år 65 %, och äldre över 65 år 4,0 %.
Runt Wasai är det mycket glesbefolkat, med 2 invånare per kvadratkilometer. Trakten runt Basar består i huvudsak av gräsmarker.
Genomsnittlig årsnederbörd är 755 millimeter. Den regnigaste månaden är juli, med i genomsnitt 165 mm nederbörd, och den torraste är december, med 5 mm nederbörd.